# Licimnio
Licimnio o Licinnio (in greco antico Λικύμνιος Likýmnios) è un personaggio della mitologia greca, imparentato con Eracle e fratellastro di Alcmena in quanto figlio illegittimo di Elettrione e di Midea.
Una fonte cita una sua sorella di nome Alco (Ἀλκώ).
La sua sposa fu Perimede.

## Mitologia
Licimnio era uno degli zii di Eracle e fu protagonista di una disputa che includeva lui e i suoi fratelli contro i figli di Pterelao. L'oggetto del contendere era il furto di una mandria ad opera dei discendenti di Pterelao. I figli di Elettrione possessori della mandria ingaggiarono feroce battaglia contro i colpevoli e alla fine soltanto Licimnio rimase in vita fra i suoi fratelli.

### Morte
Fu ucciso, quando era anziano, dal nipote Tlepolemo;  ma i motivi di quel gesto nei racconti del mito non furono chiariti, anche se secondo fonti minori si trattò di un incidente, perché Licinnio ormai quasi cieco cadde dinanzi a lui quando stava castigando uno schiavo finendo per colpirlo.

### Discendenza
Licinnio ebbe i figli Eono, Argeio e Mela che furono i compagni di Eracle.

### Fonti
- Omero,  Iliade II. 653-670
- Pseudo-Apollodoro, Libro II -  8, 2

### Moderna
- Robert Graves, I miti greci
- Angela Cerinotti, Miti greci e di Roma antica
- Anna Ferrari, Dizionario di mitologia ISBN 88-02-07481-X